# Retaule de la Mare de Déu de l'Escala

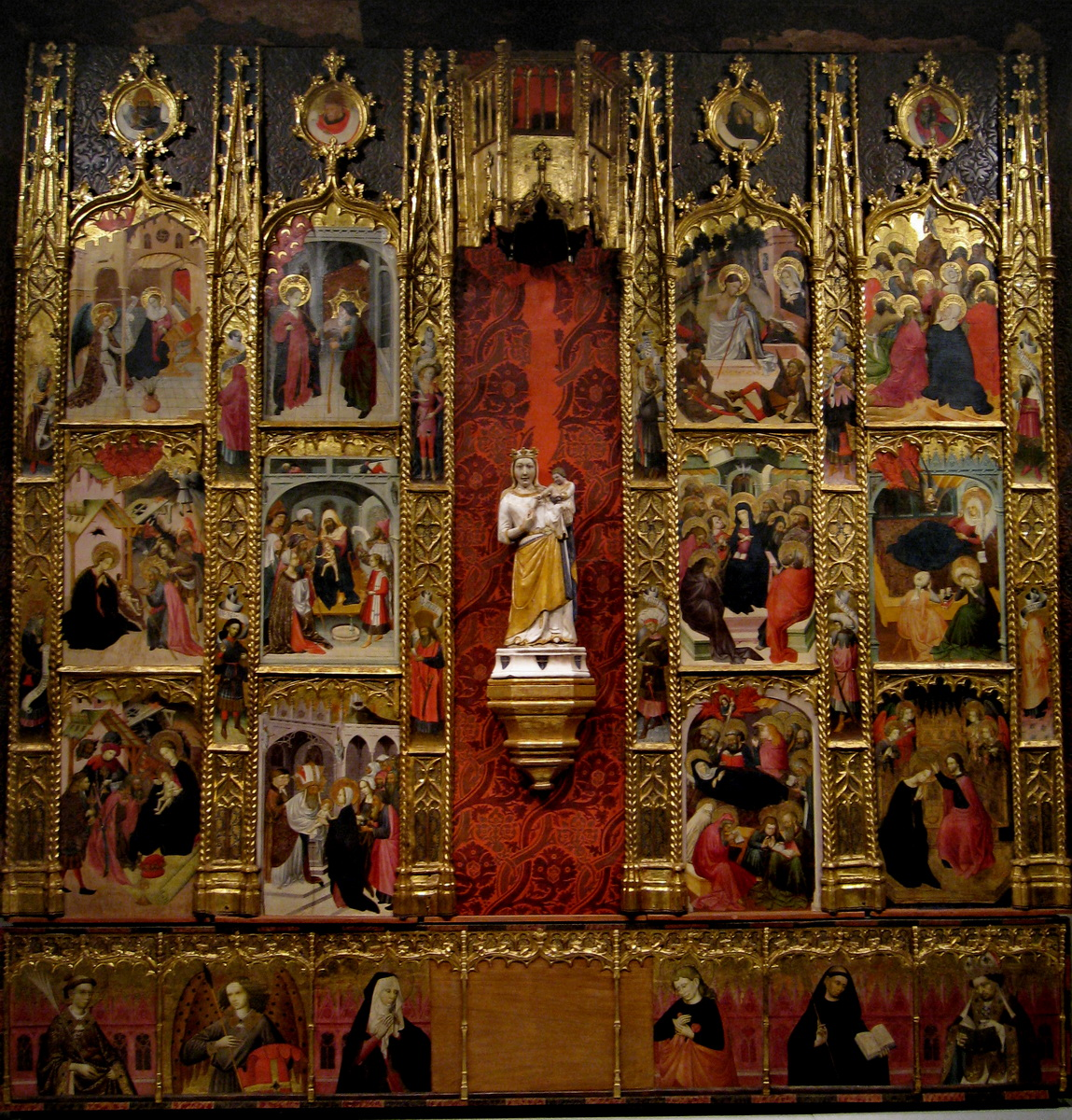
Retaule de la Mare de Déu de l'Escala (1437-1439)

Aquest retaule fou realitzat pel pintor Joan Antigó (c. 1408 - 450) per a l'església del monestir benedictí de Sant Esteve de Banyoles conservat in situ i gairebé íntegre. És considerat com un dels més notables de l'art gòtic català i n'és l'únic retaule conservat dels diversos que va pintar Amigó.

## Excepcionalitat del retaule
Ja el 1946 el reconegut hispanista nord-americà  Chandler R. Post valorà aquest retaule com el millor i més original de tot el gòtic català. Alta valoració d'obra mestra que compartia l'historiador Lluís Gonçaga Constans i que atribuí a un ignot Mestre de Banyoles  com, també, ho subscrivia l'especialista en retaules medievals Judith Sobré-Berg a la francesa Revue de l’Art.
El monumental retaule de la Mare de Déu de l'Escala s'inscriu dins l'acció de reconstrucció que viu Banyoles després dels terratrèmols de 1427 i 1428. L'abat Guillem de Pau i Amorós inicia la reconstrucció del monestir, el seu claustre i la seva església. També vol dotar-lo de nous elements per al culte i la litúrgia en consonància amb els nous corrents artístics. El 1437 Joan Amigó ja té l'encàrrec del retaule i és enllestit el 1439.  Durant molts anys es va desconèixer l'autor d'aquest moble litúrgic i artístic fins que fou establert per l'historiador Pere Freixas Camps. El retaule mostra com Joan Amigò i bona part del gòtic català coetani participava del corrent europeu que s'ha vingut a anomenar com el Gòtic Internacional.  Un estil que, com mostra el retaule banyolí, és una nova combinació de la filigrana i una original mirada de la naturalesa, els espais arquitectònics o dels vestits fets amb destresa i gran ofici.
A part de la nova estètica del gòtic, cal tenir en compte que realització d'aquest retaule s'inscriu en la creixent i estesa devoció per la Verge Maria que es viu a la Baixa Edat Mitjana a Catalunya. Es tenen, per exemple, dades abundants d'ofrenes de ciris i llantions a diferents advocacions marianes. Com la feta pel rei Jaume II quan, afligit per una greu malaltia a Nàpols, ofereix quatre ciris perpetus a Montserrat. En el cas de la Mare de Déu de l'Escala banyolina, aquestes ofrenes eren tantes que el monestir, el 1356, creà el càrrec del procurador de ciris de sancta Maria de-çus escala. Fets que indiquen que la devoció a la Mare de Déu de l'Escala ja era gran a la comarca de Banyoles i que podria ser per aquest motiu s'impulsés dotar a l'altar d'aquesta advocació mariana d'un retaule de prou rellevància.
Durant la Guerra Civil espanyola (1936-1939) la decidida actuació d'un grup de banyolins va aconseguir salvar el retaule en uns anys de massiva destrucció d'art religiós. Fou desmuntat i emmagatzemat en dependències municipals.  El 2009 va ser restaurat i formà part de l'exposició del setanta-cinc aniversari del Museu Nacional d'Art de Catalunya al costat d'altres obres capdavanteres de l'art català.  El 2025 es publica un ampli i sistemàtic estudi sobre el retaule que realitzaren Pere Freixas i Roser Juanola. Situant l'autor i el retaule en el context Quatre-cents europeu i català, examinat cada part del retaule des d'un punt de vista estilístic i tècnic. Comptant amb una notable aportació fotogràfica obra de Josep M. Oliveras.

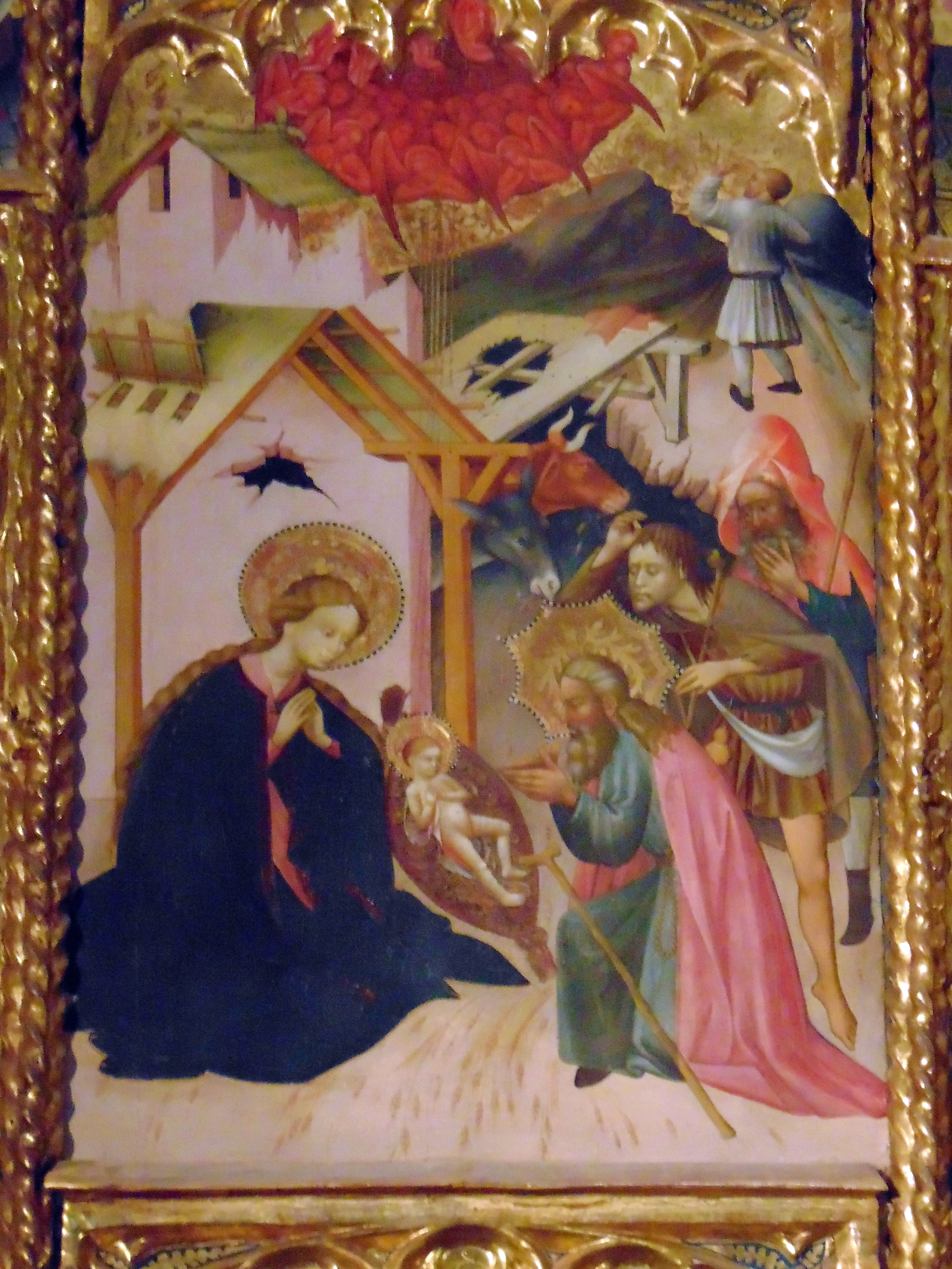
Naixement de Jesús i adoració dels pastors

## El retaule
El retaule banyolí de Joan Antigó és format per onze taules que representen moments cabdals de la vida de Maria: l'anunciació de l'arcàngel Gabriel, els dubtes de Josep, el naixement de Jesús amb l'adoració dels pastors, la seva circumcisió, l'adoració dels tres mags o savis, la presentació de Jesús al temple, la resurrecció de Crist, la seva ascensió al cel, la Pentecosta, l'anunci de la mort de Maria i el trànsit o mort de Maria. Finalment, una última taula, a manera d'apoteosi, representa la simbòlica coronació de Maria com a Regina caeli. Aquesta taula és la millor mostra del refinament i elegància formal i harmonia d'Antigó i el seu taller. El conjunt forma una acurada composició que permet, per exemple, veure evolucionar el rostre de Maria des de la jovenesa de l'anunciació a la vellesa de la seva mort.
Cada carrer del retaule és culminat per un medalló que tanquen els arcs conopials, cadascun dedicat a un dels profetes majors. Tot i que no porten identificació, ja que sostenen filacteris sense cap inscripció.
La predel·la o base del retaule aplega set compartiments amb imatges de mig cos de sant Esteve, patró del monestir benedictí, l'arcàngel Miquel, Maria, una part central desapareguda, l'apòstol Joan, sant Benet fundador de l'orde i sant Martirià venerat a la vila de Banyoles. La imatge de sant Miquel és un bon exemple de la delicadesa i les innovacions de la pintura d'Antigó així com les imatges de Maria o la de sant Martirià mostren l'influx francoflamenc.
També les entrecanyes o separacions dedicades als ascendents de Jesús segons l'evangeli de Mateu són possiblement obra del seu taller. Els especialistes opten per atribuir a la mà d'Antigó la dedicada a Matan, besavi de Jesús, presentat d'esquena i totalment cobert i ocult que tanca el conjunt.
L'organització temàtica de retaule té dos àmbits ben diferenciats. Per una banda, els dos carrers de l'esquerra mostren la naturalesa humana de Jesús en fets de vida compartits amb Maria. Per l'altre costat, al cantó dret, es centra en la interacció de Maria en la condició divina de Jesús.

## L'escultura

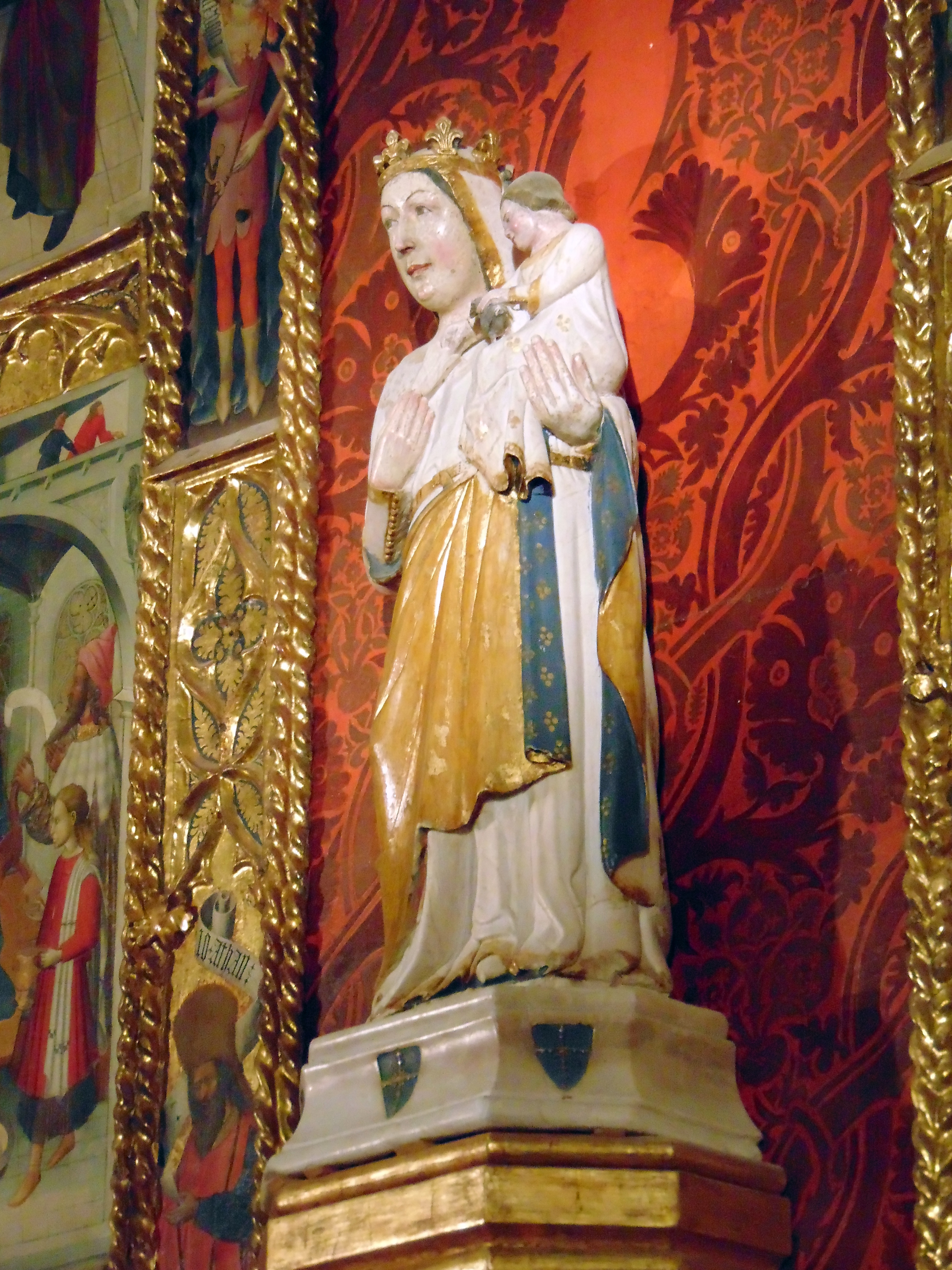
Imatge de la Mare de Déu de l'Escala que presideix el retaule

L'espai central del retaule és ocupat per una imatge tres-centista de la Verge Maria i el seu fill Jesús sobre un braç. És, doncs, un retaule mixt on els carrers laterals són pictòrics, mentre que la figura central és una escultura. Aquesta modalitat de retaules fou força habitual a la Catalunya del Quatre-cents i en bona part de la centúria anterior.
La imatge que presideix, doncs, és anterior a la realització del retaule. També s'evidencia que la seva grandària no es correspon amb l’alçada i amplada del lloc que li és destinat. Una situació que ha portat a fer pensar que aquest lloc era ocupat per una escultura ara desapareguda. La marededeu d'alabastre reposa sobre una peanya amb tres escuts de la nissaga dels Suïlles, probablement de Banyoles. Motiu pel qual Lluís Constants suggereix que aquesta escultura fou encarregada per Ponç de Suïlles, devot d'aquesta advocació de l'Escala, monjo del monestir banyolí i prior de Santa Maria de Finestres. Cal tenir en compte que moltes vegades s'ornava amb un retaule una venerada imatge anterior. Així, doncs, seria possible que aquesta imatge més antiga presidís el nou retaule, encarregat a Joan Antigó, en la reconstrucció de l'església abacial després dels terratrèmols del primer terç del segle XV. Posteriorment, la imatge fou substituïda per una més gran d'estil barroc. Freixas i Juanola apunten la possibilitat que fos modificat el carrer central del retaule i es col·loqués el dosser a més alçada de la que inicialment tenia.